# Доброц
Доброц (рум. Dobroț) — село у повіті Хунедоара в Румунії. Входить до складу комуни Томешть.
Село розташоване на відстані 334 км на північний захід від Бухареста, 44 км на північний захід від Деви, 91 км на південний захід від Клуж-Напоки, 124 км на північний схід від Тімішоари.

## Населення
За даними перепису населення 2002 року у селі проживали 155 осіб, усі — румуни. Усі жителі села рідною мовою назвали румунську.